# Александрув (гміна Русець)
Александрув (пол. Aleksandrów) — село в Польщі, у гміні Русець Белхатовського повіту Лодзинського воєводства.
Населення — 237 осіб (2011).
У 1975-1998 роках село належало до Серадзького воєводства.

## Демографія
Демографічна структура станом на 31 березня 2011 року:
|          | Загалом | Допрацездатний вік | Працездатний вік | Постпрацездатний вік |
| -------- | ------- | ------------------ | ---------------- | -------------------- |
| Чоловіки | 124     | 22                 | 80               | 22                   |
| Жінки    | 113     | 23                 | 51               | 39                   |
| Разом    | 237     | 45                 | 131              | 61                   |